# Jana Maláčová
Jana Maláčová (ur. 24 czerwca 1981 w m. Uherské Hradiště) – czeska polityk, politolog i urzędnik państwowy, od 2018 do 2021 minister pracy i spraw socjalnych, od 2024 przewodnicząca SOCDEM.

## Życiorys
Absolwentka politologii na Uniwersytecie Johanna Wolfganga Goethego we Frankfurcie nad Menem (2007). W 2016 uzyskała magisterium w London School of Economics. Od 2007 pracowała jako analityk do sprawy funduszy europejskich w Ministerstwie Rozwoju Regionalnego, a w latach 2012–2014 w kancelarii Senatu. Od 2014 do 2015 była kierownikiem sekcji w Urzędzie Rządu Republiki Czeskiej. Następnie została dyrektorem do spraw polityki rodzinnej i polityki wobec osób starszych w resorcie pracy.
30 lipca 2018 z rekomendacji Czeskiej Partii Socjaldemokratycznej objęła stanowisko ministra pracy i spraw socjalnych w drugim rządzie Andreja Babiša. Zastąpiła Petra Krčála, który podał się do dymisji po kilku tygodniach urzędowania. Urząd ministra sprawowała do grudnia 2021.
We wrześniu 2024 ogłosiła swój start w wyborach na funkcję przewodniczącego swojego ugrupowania (działającego od 2023 pod nazwą SOCDEM). 5 października 2024 została wybrana na to stanowisko, uzyskując 101 na 152 oddanych głosów; stała się pierwszą kobietą kierującą czeskimi socjaldemokratami.